# 保加利亞—蒙古國關係
保加利亞–蒙古國關係是指保加利亞共和國與蒙古國之間的外交關係。保加利亞在烏蘭巴托設有大使館，蒙古在索菲亞亦設有大使館。 

## 歷史

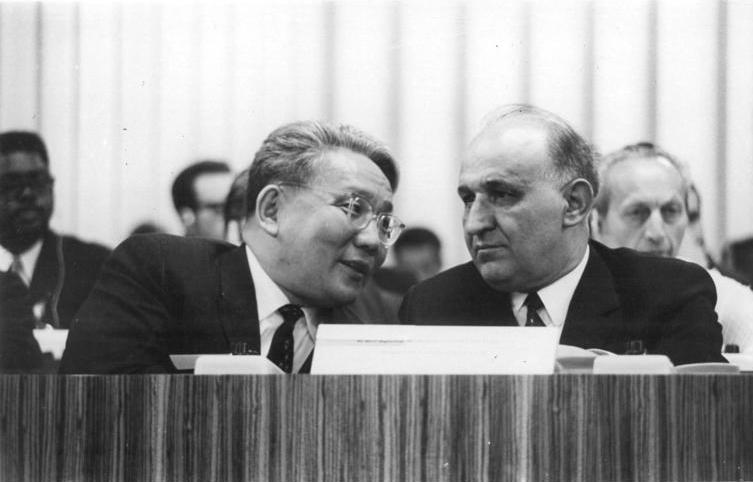
1971年6月，尤睦佳·澤登巴爾與日夫科夫在東柏林的一場會議上交談。

蒙古帝國曾於1242年入侵保加利亞第二帝國，這讓保加利亞國力衰退。 
近代以來，兩國於1950年4月22日建立外交關係。意識形態的接近使兩國關係穩步發展直到1990年代。 直到1990年代，保加利亞一直是蒙古第三大貿易夥伴，主要出口產品為農產品和輕工業品。 2008年，保加利亞與蒙古之間的貿易額達 200 萬美元。